# SS Vestris
SS Vestris — паровой океанский лайнер, запущенный в 1912 году, эксплуатировался компанией Lamport and Holt Line. Использовался на её службе между Нью-Йорком и Ривер-Плейтом. 12 ноября 1928 года он отплыл на расстояние около 200 миль (300 км) от Хэмптон-Роудс, штат Вирджиния, и затонул, погубив более 100 человек. Считается, что его обломки лежат примерно на глубине 2 км в Северной Атлантике.
Потопление привлекло много внимания прессы в то время и по-прежнему примечательно гибелью людей, особенно женщин и детей, когда корабль был оставлен. Потопление и последующие расследования, возможно, также сформировали вторую Международную конвенцию по охране человеческой жизни на море (SOLAS) в 1929 году.

## Постройка
В 1911-13 годах Workman, Clark & Company из Белфаста, Ирландия, построила три корабля одного типа для Lamport и Holt. «Вандик» был спущен на воду в 1911 году, «Вобан» — в январе 1912 года, а «Вестрис» — в мае 1912 года. Трио было похоже по размеру на «Vasari», который Raylton Dixon & Co построили для Лэмпорта и Холта в 1909 году. У Vauban и Vestris пассажирские помещения были немного больше, чем у «Вандика». С 1906 года политика Lamport and Holt заключалась в том, чтобы называть свои пассажирские лайнеры в честь художников и инженеров, начиная с «V», они стали известны как «корабли V-класса».
«Вестрис» был построен под номером 303, спущен на воду 16 мая 1912 и совершил свой первый рейс 19 сентября 1912 года из Ливерпуля в Ривер Плейт. У неё было пять двухсторонних котлов для подачи пара к паре двигателей с четверным расширением. Они приводили в движение сдвоенные винты и давали ему скорость 15 узлов (28 км/ч).

## История обслуживания
«Вандик», «Вобан» и «Вестрис» были предназначены для круизов Lamport and Holt’s между Ливерпулем и Буэнос-Айресом через Виго, Leixões и Лиссабон. Но в 1911 Royal Mail Steam Packet Company взяли под контроль Lamport and Holt’s. Они отправили Вобан на новые и быстрые рейсы между Саутгемптоном и Ривер Плэйтом, оставив Lamport and Holt неспособными к конкуренции. Вобан был возвращён Lamport and Holt в конце 1913, но эффективно заставили L&H прекратить рейсы между Великобританией и Ривер Плэйтом.
Затем Лэмпорт и Холт перевели «Вандик», «Вобан» и «Вестрис» для усиления своего сообщения между Нью-Йорком и Ривер Плейт через Тринидад и Барбадос, где они стали самыми большими и роскошными кораблями на маршруте. Но вскоре после начала Первой мировой войны немецкий крейсер SMS Karlsruhe 26 октября 1914 года захватил и потопил Вандик.
Vestris был зафрахтован как военный корабль для пересечения Атлантического океана из США во Францию. 26 января 1918 г. торпеда едва не попала в него в Ла-Манше. Вскоре после Первой мировой войны «Вандик», «Вобан» и «Вестрис» начали треугольное пассажирское сообщение, плывя против часовой стрелки из Нью-Йорка в Ривер-Плейт, оттуда в Ливерпуль, а затем чартером на Кунард Лайн из Ливерпуля в Нью-Йорк. В 1919 году «Вестрис» прошёл по этому кругу шесть раз. К 1923 году три корабля предлагали регулярные двухнедельные рейсы по треугольному маршруту.
В сентябре 1919 года «Вестрис», на борту которого находилось 550 человек, пострадал от пожара в её угольных бункерах. Экипаж боролся с огнем в течение четырёх дней, прежде чем HMS Dartmouth или HMS Yarmouth сопроводили корабль в Сент-Люсию в Вест-Индии. Через несколько дней пожар был потушен.

## Гибель
10 ноября 1928 года, незадолго до 16:00, «Вестрис» покинул Нью-Йорк и направился к Ривер Плейт со 128 пассажирами и 198 членами экипажа. Его балластные цистерны не были откачаны, люки его бункеров были засыпаны углем, но не были заколочены и закреплены, и он был перегружен ниже отметки грузовой марки. Возможно, она даже немного накренилась, когда покинула порт.
11 ноября он попал в сильный шторм, затопивший её шлюпочную палубу и унесший две её спасательные шлюпки. Часть её груза и бункерного угля сместилась, в результате чего корабль накренился на правый борт. Около 19:30 того же дня сильная волна заставила её крениться дальше на правый борт.
За ночь вода поднялась до уровня полов в кочегарке. Вода поступала через трубу выброса золы и через несколько полудверей на верхней палубе. Корабль набирал воду быстрее, чем его насосы могли её удалить.
В 09:56 «Вестрис» отправил сообщение SOS, но переданные координаты были неверными, с отклонением примерно на 37 миль (60 км). Сигнал SOS был повторен в 11:04.
Между 11:00 и полуднем, когда корабль находился у Норфолка, штат Вирджиния, поступил приказ покинуть корабль. Корабль накренился на правый борт, а волны обрушились на его левый борт, и капитан приказал сначала спустить на воду спасательные шлюпки по левому борту. Среди пассажиров было 37 женщин и 13 детей, и их посадили в загружаемые лодки первыми.
Но пока лодки спускали, корабль стремительно пошёл ко дну. Лодку номер 4 так и не успели спустить, и её утянуло на дно вместе с кораблём. Лодка номер 6 была отрезана от появившегося водоворота, но всё равно затонула. Лодка номер 8 была сильно повреждена при спуске, сумела таки оторваться от корабля, но вскоре также затонула. Ещё одна портовая шлюпка была успешно спущена на воду, однако шлюпбалка сорвалась со шлюпочной палубы тонущего судна и рухнула на шлюпку, убив нескольких пассажиров. Погибли все дети и 27 женщин.
Около 14:00 «Вестрис» затонул. На корабле всё ещё оставались люди. В последний раз капитана видели идущим по левому борту своего корабля без спасательного пояса и говорящим: «Боже мой! Боже мой! Я не виноват в этом». Его старший помощник также погиб.
Первый корабль, пришедший на помощь, прибыл к месту крушения только в 17:45. Вечером и рано утром 13 ноября к нему присоединились другие корабли. Это были пароходы American Shipper, Myriam и Berlin и линкор USS Wyoming.

## Последствия
Time и The New York Times сообщили, что из 128 пассажиров и 198 членов экипажа на борту погибло 111 человек. Столько же было дано в ходе официального расследования гибели «Вестриса».
Из 128 пассажиров — 68 погибли или пропали без вести. 60 пассажиров и 155 членов экипажа выжили.
Ни один из 13 детей и только десять из 33 женщин (обе стюардессы и восемь пассажирок) выжили после катастрофы. Капитан «Вестриса» Уильям Дж. Кэри затонул вместе со своим кораблем. 22 тела были извлечены спасательными кораблями.
Отец будущего питчера Высшей бейсбольной лиги Сэма Нахема был среди тех, кто утонул вместе с кораблём. Также среди погибших были двое гонщиков Индианаполис-500 1928 года — Норман Баттен (занявший 5-е место в 1928 году, его 3-й старт в Indy 500) погиб вместе с Эрлом Девором (18-е место в 1928 году, финишировал вторым в 1927 году).
После катастрофы пресса подвергла острой критике и экипаж, и руководство компании Vestris. У Лэмпорта и Холта резко сократилось количество заказов на другие лайнеры компании, и их рейсы в Южную Америку прекратились в конце 1929 года.
По факту гибели «Вестриса» было проведено множество расследований и расследований. Критике подверглись:
- Перегрузка судна.
- Поведение капитана, офицеров и экипажа судна.
- Задержки в вызове SOS.
- Неверные решения, принятые во время развертывания спасательных шлюпок, привели к тому, что две из трех первых спущенных спасательных шлюпок (в основном с женщинами и детьми) затонули вместе с «Вестрисом», а ещё одна была затоплена.
- Юридические требования, регулирующие спасательные шлюпки и устаревшие спасательные средства.
- Отсутствие радиоприемников на близлежащих судах в то время.

После затопления были поданы иски от имени 600 заявителей на общую сумму 5 000 000 долларов.
Затопление «Вестриса» освещала репортер Associated Press Лорена Хикок. Её история об этом событии стала первой, опубликованной в The New York Times под женским именем.